# 黑鳞扁莎
黑鳞扁莎（学名：Cyperus delavayi）为莎草科莎草属下的一个种。